# Альцай-Вормс (район)
Альцай-Вормс (нем. Alzey-Worms) — район в Германии. Центр района — город Альцай. Район входит в землю Рейнланд-Пфальц. Занимает площадь 588 км². Население — 126 381 чел. Плотность населения — 215 человек/км².
Официальный код района — 07 3 31.
Район подразделяется на 69 общин.

## Города и общины
1. Альцай (18 256)
2. Остофен (8 604)

Управление Альцай-Ланд
1. Альбиг (1 668)
2. Бехенхайм (446)
3. Бехтольсхайм (1 456)
4. Бермерсхайм-фор-дер-Хёэ (398)
5. Бибельнхайм (694)
6. Борнхайм (741)
7. Динтесхайм (150)
8. Эппельсхайм (1 265)
9. Эрбес-Бюдесхайм (1 358)
10. Эссельборн (352)
11. Фломборн (1 022)
12. Флонхайм (2 627)
13. Фрамерсхайм (1 643)
14. Фраймерсхайм (603)
15. Гау-Хеппенхайм (549)
16. Гау-Одернхайм (3 694)
17. Кеттенхайм (266)
18. Лонсхайм (581)
19. Маухенхайм (966)
20. Нак (628)
21. Нидер-Визен (633)
22. Обер-Флёрсхайм (1 189)
23. Оффенхайм (605)
24. Вальхайм (597)

Управление Айх
1. Альсхайм (2 637)
2. Айх (3 260)
3. Гимбсхайм (3 058)
4. Хам-на-Рейне (2 257)
5. Меттенхайм (1 571)

Управление Монсхайм
1. Флёрсхайм-Дальсхайм (3 203)
2. Хоэн-Зюльцен (570)
3. Мёльсхайм (606)
4. Мёрштадт (946)
5. Монсхайм (2 560)
6. Офштайн (1 843)
7. Вахенхайм (738)

Управление Вестофен
1. Бехтайм (1 878)
2. Бермерсхайм (321)
3. Диттельсхайм-Хеслох (2 184)
4. Фреттенхайм (340)
5. Гундерсхайм (1 656)
6. Гундхайм (956)
7. Ханген-Вайсхайм (507)
8. Хохборн (446)
9. Монцернхайм (635)
10. Вестофен (3 244)

Управление Вёлльштайн
1. Эккельсхайм (531)
2. Гау-Биккельхайм (2 152)
3. Гумбсхайм (562)
4. Зиферсхайм (1 289)
5. Штайн-Боккенхайм (677)
6. Вендельсхайм (1 449)
7. Вёлльштайн (4 482)
8. Вонсхайм (884)

Управление Вёрштадт
1. Армсхайм (2 640)
2. Энсхайм (425)
3. Габсхайм (759)
4. Гау-Вайнхайм (642)
5. Партенхайм (1 574)
6. Заульхайм (7 200)
7. Шорнсхайм (1 585)
8. Шписхайм (993)
9. Зульцхайм (1 093)
10. Уденхайм (1 298)
11. Фендерсхайм (576)
12. Валлертайм (1 799)
13. Вёрштадт (7 577)